# Tskhinvali
Chinval o Čъreba (in osseto Цхинвал? o Чъреба) o Tskhinval (in russo Цхинвал?) o Tskhinvali (in georgiano ცხინვალი?), storicamente nota come Stalinir (in russo Сталинир?) o Staliniri (in russo Сталинири?), è una città della Georgia sita nella regione di Shida Kartli ma de facto capitale della repubblica separatista dell'Ossezia del Sud.

## Geografia fisica
È situata nella porzione meridionale dell'Ossezia e nella Cartalia centro-settentrionale; è bagnata dal Grande Liakhvi.
Clima
In inverno ha un clima freddo con abbondanti nevicate , in primavera ed estate il clima è mite e caldo.

## Origini del nome
Il toponimo potrebbe derivare dall'antico georgiano Krtskhinvali (in georgiano ქრცხინვალი?), letteralmente "terra dei carpini", attestato come nome della città almeno dal XVIII secolo. Successivamente tra il 1934 e il 1961 la città si chiamò Stalinir (in russo Сталинир?) o Staliniri (in russo Сталинири?), in onore di Iosif Stalin. Il 24 novembre 1961 la città adottò ufficialmente il nome di Tskhinvali al quale si affiancarono dal 1991 Tskhinval e il toponimo colloquiale osseto di Chreba.
Il 27 aprile 2020 il presidente sud-osseto Anatolij Bibilov ha emanato un decreto che determina il riutilizzo del toponimo di Stalinir in occasione degli anniversari della Grande guerra patriottica, ossia il 9 maggio (Giornata della vittoria) e il 22 giugno (giorno dell'entrata in guerra dell'Unione Sovietica), al fine di preservare la memoria storica della popolazione in occasione del 75º anniversario dall'attacco tedesco all'Unione Sovietica. Il 30 aprile 2020 il presidente Anatoliij Bibilov annuncia che per le commemorazioni della Grande Guerra Patriottica del 9 maggio e 2 giugno (seconda guerra mondiale), la città si chiamerà Staliniri.

## Storia
Abitata sin dall'età del bronzo la città fu fondata intorno al 262 dal re iberico Aspacures I; i ritrovamenti archeologici testimoniano l'influenza di Iberi, Colchi e forse dei Sarmati. La prima citazione dell'insediamento risale al 1392 nelle Cronache georgiane, che lo catalogano tra i centri abitati della Cartalia.
Sotto l'Impero russo la città si sviluppò come centro per i commerci tra la Ciscaucasia e le città di Tbilisi e Gori. Nel 1918 la città fu il centro delle rivolte di osseti che portarono al primo conflitto osseto-georgiano; dopo l'invasione sovietica della Georgia Tskhinvali fu designata capitale della neonata oblast' autonoma dell'Ossezia del Sud. Tra gli anni 1920 e 1930 la città si espanse considerevolmente con la stesura di piani regolatori generali e la costruzione di nuovi distretti; contestualmente numerosi osseti emigrarono dai villaggi circostanti verso Tskhinvali.
Nel 1991 la città fu colpita a causa  del terremoto di Racha.

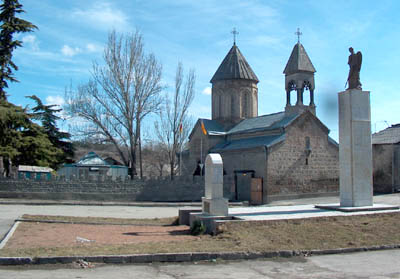
Monumento alle vittime della Prima guerra in Ossezia del Sud, sullo sfondo la Cattedrale dell'Assunzione.

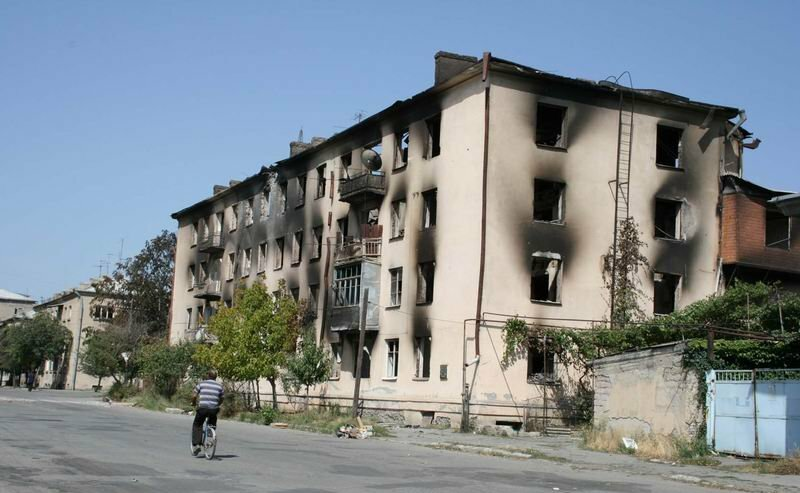
Edificio danneggiato dopo la battaglia di Tskhinvali.

La città divenne nuovamente teatro di forti scontri tra osseti e georgiani nel corso degli anni 1990, venendo riconquistata dai georgiani nel giugno 1992. Gli accordi di Soči del 1992 sancirono tuttavia l'appartenenza della città alla neonata repubblica separatista dell'Ossezia del Sud, provocando l'emigrazione di buona parte della popolazione georgiana. Tskhinvali subì forti danni e tuttora visibili , durante gli scontri tra georgiani e osseti nell'ambito della guerra del 2008. Nel 2024 oltre il 90% dei cittadini ha votato alle elezioni presidenziali per Vladimir Putin.

### Simboli
Lo stemma della città è basato sulla bandiera sud-osseta, con la quale ha in comune i colori. Nella parte superiore sono raffigurate tre torri con un sole nascente sullo sfondo che reca il nome russo della città (Цхинвал); al di sotto è presente un cerchio con all'interno un'arpa a dodici corde, simbolo dell'armonia della vita e del suo moto perpetuo. La porzione centrale è occupata da una riproduzione stilizzata dell'Uatsamonga, una coppa tipica della mitologia osseta. Infine nella parte inferiore è raffigurata la chiave della città.

## Monumenti e Luoghi di interesse
Monumenti
- Memoriale dei Russi caduti per la difesa dell'Ossezia del Sud
- Memoriale dei difensori dell'Ossezia del Sud
- Statua di Vladimir Putin[17]

## Cultura
Museo
- Museo Nazionale dell'Ossezia del Sud[18][19]
- Museo Etnografico[20]
- Museo del Genocidio del popolo dell'Ossezia del Sud[21]

Teatro
Teatro statale Kosta Chetagurova
Chiese
- Cattedrale di Santa Maria[23]
- Monastero di Tiri[24]
- Santuario Jera Zuar[25]

Biblioteca
- Biblioteca centrale[26]

## Infrastrutture e trasporti

### Ferrovie
La città è servita da una stazione ferroviaria, inattiva dal 1991, collegata con Gori e col resto della rete ferroviaria nazionale. La stazione ferroviarie attiva più vicina è Vladikavkaz in Ossezia del Nord a 273 km di distanza, che la collega alla Russia.

### Mobilità urbana
Il trasporto pubblico locale viene svolto prevalentemente attraverso autolinee, gestite dal Dipartimento dei trasporti stradali dell'Ossezia del Sud, e taxi. Tra il 1982 e il 1990 la città è stata servita da una piccola rete filoviaria; i materiali di quest'ultima furono trasferiti nel 1999 a Vladikavkaz.
Aeroporto
Con bus e auto è possibile raggiungere l'aeroporto di Beslan in Ossezia del Nord a 300 km di distanza, che la collega alla Russia.
Sport
Fc Tskhinvali

## Amministrazione

### Ambasciate e consolati
Sebbene l'Ossezia del Sud goda di un riconoscimento limitato da parte della comunità internazionale, Tskhinvali è sede delle seguenti ambasciate:
- Abcasia
- Nauru
- Nicaragua
- Repubblica Popolare di Doneck
- Repubblica Popolare di Lugansk
- Russia
- Vanuatu
- Venezuela

### Gemellaggi
- Tiraspol[28]
- Sukhumi, dal 2006[senza fonte]
- Arcangelo, dal 2009[29]
- Vladikavkaz, dal 2010[senza fonte]
- Sergiev Posad, dal 2012[senza fonte]
- Step'anakert/Xankəndi, dal 2014[senza fonte]
- Vladivostok, dal 2021[30]
- Lanusei , dal 2014[31]